# Fiorile (film)
Fiorile è un film del 1993 diretto dai fratelli Taviani, il tredicesimo film e la loro quinta sceneggiatura originale.
Si tratta del primo loro film prodotto da Grazia Volpi.
Fu presentato in concorso al 46º Festival di Cannes.

## Trama
Una maledizione incombe sulla famiglia Benedetti, illecitamente arricchitasi sul finire del Settecento per via della trafugazione di un tesoro appartenente all'esercito di Napoleone di stanza in Toscana. Dall'età umbertina agli anni della Resistenza sino ai giorni nostri, gli eredi della famiglia Benedetti dovranno scontare il funesto fardello che il destino ha affidato loro.

## Riconoscimenti
- 1993 - Festival di Cannes
  - Candidatura Palma d'oro a Paolo e Vittorio Taviani
- 1993 - David di Donatello
  - Migliore scenografia a Gianni Sbarra
  - Candidatura Miglior attore non protagonista a Renato Carpentieri
  - Candidatura Migliore fotografia a Giuseppe Lanci
  - Candidatura Migliori costumi a Lina Nerli Taviani
  - Candidatura Miglior sonoro a Bruno Pupparo
- 1994 - Nastro d'argento
  - Candidatura Migliore attrice protagonista a Galatea Ranzi
  - Candidatura Migliore attore non protagonista a Claudio Bigagli
  - Candidatura Migliore fotografia a Giuseppe Lanci
  - Candidatura Migliore scenografia a Gianni Sbarra
  - Candidatura Migliori costumi a Lina Nerli Taviani
- 1993 - Grolla d'oro
  - Miglior produttore a Grazia Volpi
  - Migliore attrice emergente a Galatea Ranzi